# Centaurea karvandarensis
Centaurea karvandarensis — вид квіткових рослин айстрових (Asteraceae). Ендемік Ірану.